# Зильберфельд (Амурская область)
Зильберфельд — упразднённое село в Константиновском районе Амурской области, Россия. Место компактного проживания российских немцев.  Ликвидировано в 1941 г.

## География
Располагалось на левом берегу р. Топкача, в 4,5 км к юго-западу от села Средняя Полтавка.

## Население[1]
| год     | 1928 | 1941 |
| ------- | ---- | ---- |
| человек | 188  | 160  |

## История
Основано в 1927 году переселенцами с Алтайского края. Меннонитская община Блюменорт. В 1931 г. организован колхоз им. Энгельса. Все население депортировано 15-16.11.1941 г.